# Clipmapping
Clipmapping — это графическая технология, позволяющая обойти ограничения размеров текстур, связанные с использованием MIP-текстурирования. Каждый MIP-уровень обрезается до фиксированной области отсечения (англ. clip region). MIP-уровни, размеры которых меньше размеров области отсечения, целиком хранятся в текстурной памяти. MIP-уровни, которые больше области отсечения, обрезаются до её размеров. Размер области отсечения устанавливается таким образом, чтобы был достигнут компромисс между потреблением памяти и качеством изображения.
Технология Clipmapping применялась для текстурирования ландшафтов, однако не позволяла текстурировать произвольную геометрию. Впоследствии Джоном Кармаком из id Software на её основе была создана технология «Мегатекстура», которая использовалась в играх Enemy Territory: Quake Wars, Rage и Doom.